# Tricolia tomlini
Tricolia tomlini is een slakkensoort uit de familie van de Phasianellidae. De wetenschappelijke naam van de soort is voor het eerst geldig gepubliceerd in 1921 door Gatliff & Gabriel.